# Номерні знаки Кірибаті
Код Кірибаті для міжнародного руху ТЗ — (KIR).
Номерні знаки Кірибаті не мають усталеного стандарту та виготовляються методом написання білих символів на чорному фоні, вручну або через трафарети. Номерні знаки можуть мати різні розміри та форми і бути однорядковими чи дворядковими. Часто, як опція, може бути присутнє зображення гербу Кірибаті. Кількість цифр після коду регіону не перевищує чотирьох.

## Регіональне кодування
Регіональне кодування зазвичай представлене кодами з трьох літер або може бути присутня повна назва регіону.
| Регіон                    | Код          |
| ------------------------- | ------------ |
| острів Банаба             | BAN          |
| міська рада Бетіо         | BTC          |
| міська рада Фенікс        | FTC          |
| острови Лайн (Кіритіматі) | KMA          |
| острів Ноноуті            | NONOUTI      |
| острів Оушн               | OCEAN ISLAND |
| міська рада Теїнаїнамо    | TUC          |
| острів Різдва             | XMS          |